# Thinocorus
Thinocorus es un género de aves caradriformes perteneciente a la familia Thinocoridae. Sus componentes, comúnmente denominados agachonas o perdicitas como los demás miembros de la familia, son aves de hábitos gregarios adaptadas a una dieta vegetariana que viven en los herbazales de Sudamérica. Superficialmente la forma de su cuerpo y pico se parece a los de las perdices. A pesar de pertenecer a un orden de aves zancudas tienen las patas cortas, aunque sus alas son largas.
Suelen hacer sus puestas en el suelo en nidos que apenas son un hoyo superficial.

## Especies
El género consta de dos especies:
- Thinocorus orbignyianus - agachona mediana;
- Thinocorus rumicivorus - agachona chica.